# Radverkehrsnetzwerk
Ein Radverkehrsnetzwerk, auch Radverkehrsnetz oder Radnetz, ist ein Verkehrsnetz, welches komfortable und direkte Verbindungen zwischen Quellen und Zielen für den Radverkehr herstellt. In der Entwicklung eines Radverkehrsnetzes können für eine lückenlose und möglichst umwegfreie Befahrbarkeit alle für das Fahrradfahren geeigneten Wege und Straßen mit in die Planung einbezogen werden. Erst später im Planungsprozess werden schrittweise einzelne Wunschlinien oder Wege abgewogen und ggf. als Hauptroute mit besonderer Verbindungsfunktion ausgeschlossen, auch politisch. Der Radverkehr wird in Radverkehrsnetzen nicht nur auf Fahrradwegen und anderen Radverkehrsanlagen geführt, sondern auch im Mischverkehr mit Kraftfahrzeugen, z. B. in Tempo-30-Zonen. Typische Kennzeichen für Hauptrouten dieses Netzes sind eine fahrradfreundliche Gestaltung und eine spezielle, leicht erkennbare Fahrrad-Wegweisung.
Radverkehrsnetze werden in der Regel in Alltagsradverkehr sowie den Freizeit- bzw. touristischen Radverkehrs eingeteilt. Ziel für den Freizeitradverkehr ist es, insbesondere zu touristisch sehenswürdige Orte zu führen und besonders angenehm befahrbare Strecken zu nutzen, wenn möglich autoarm oder autofrei. Sie werden als Routen geführt, welche sich nicht an den üblichen, alltäglichen Quellen und Zielen orientieren. Überregionale Radfernwege verlaufen daher idealerweise möglichst flach, z. B. entlang von Flüssen und werden national oder europaweit (bspw. EuroVelo) zu einem Radwandernetz (auch Radfernwegenetz genannt), verbunden.

## Netzkonzeption

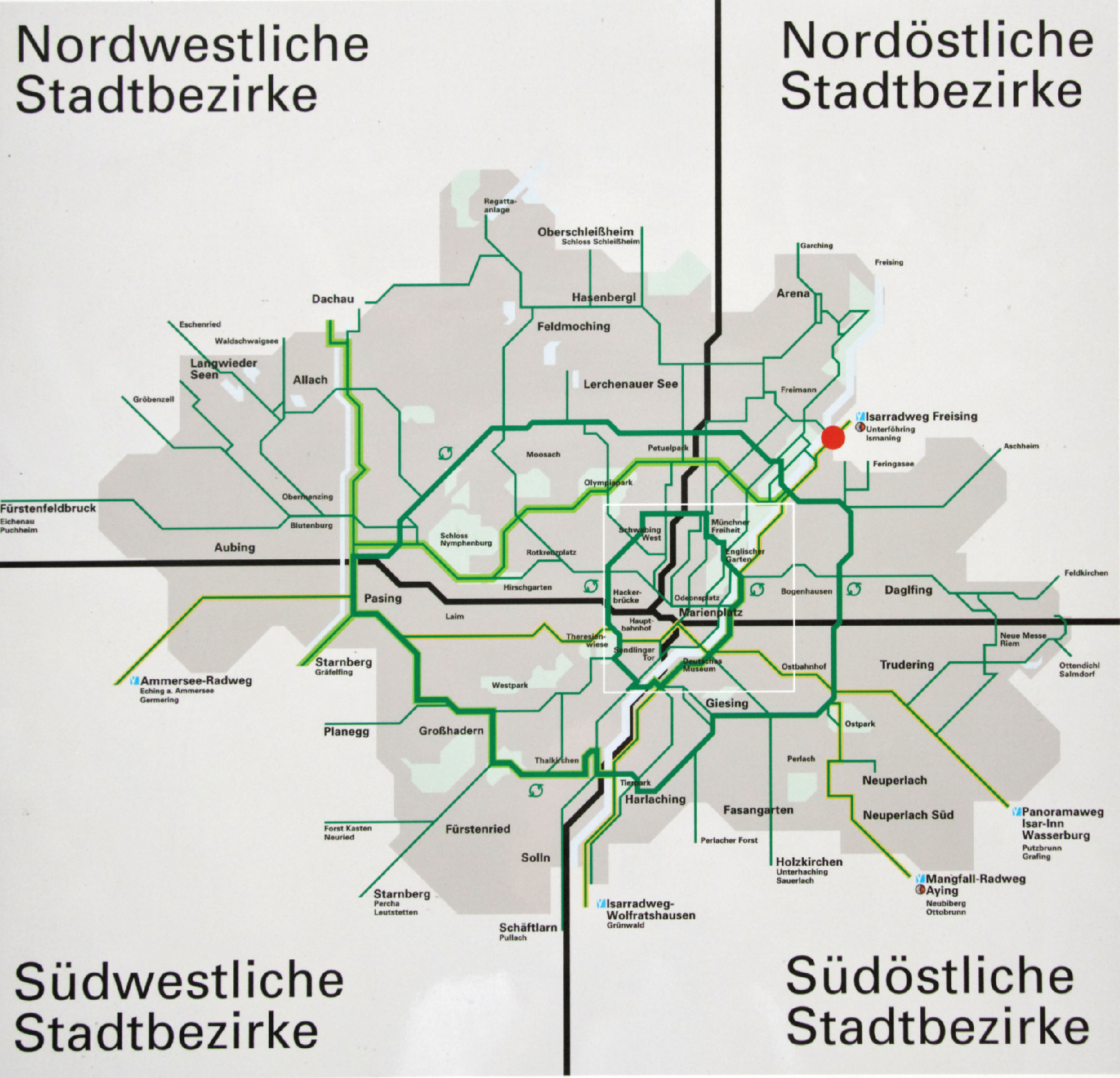
Beispiel für ein grobmaschiges Netz
(Fahrradverkehr in München)

Radverkehrsnetze werden häufig im Rahmen von Radverkehrskonzepten geplant, welches den Nutzen des Fahrrads im Alltag fördern soll (Verkehrsverlagerung) und ggf. auch den Fahrradtourismus fördert. Erstellt werden solche Konzepte durch Kommunen, Kreise, Länder oder durch Organisationen (z. B. Tourismusverbände) und von diesen beauftragte Planungsbüros.
Diese stadtplanerischen Konzepte können auch als Verkehrsentwicklungsplan für den Radverkehr gestaltet werden. Neben der Konzeption, des Baus und der Ausweisung eines Quell- und Zielpunkte verbindenden Netzes enthält ein Radverkehrsentwicklungsplan häufig Angaben zur Verknüpfung des Radverkehrsnetzes mit anderen Verkehrsmitteln (z. B. Bike and ride), zur Schaffung von Abstellanlagen, zur Öffentlichkeitsarbeit, zur Setzung von Standards bei Beschilderung und Wegebau, zu Radverleihkonzepten, zur Wartung und Reinigung von Wegen, zu Fördermöglichkeiten und zu Zuständigkeiten in der Verwaltung.
Maßgeblich für die Umsetzung eines Radnetzes ist auch die Beteiligung und Information der betroffenen Personen sowie Organisationen, insbesondere von Anwohnern. Dies soll vornehmlich die Maßnahmen bekannt machen und dadurch deren Akzeptanz erhöhen.

## Klassifizierung
Wege des Radverkehrsnetzes werden Klassifizierungen zugeordnet. Dabei ist folgende Unterscheidung üblich:
- internationale Routen (bspw. EuroVelo in Europa)
- nationale Routen (in Deutschland: D-Netz-Route)
- Radfernwege
- regionale Hauptrouten, inzwischen oft als Radschnellweg geplant oder schon gebaut
- regionale Verbindungsrouten
- kommunale Routen, z. B. in Form von Velorouten
- unterhalb der genannten Routen gibt es Straßen und Wege, die der Erschließung im Radverkehr dienen. Dieses Netz umfasst alle Straßen und Wege, die per Fahrrad genutzt werden können, und somit annähernd das gesamte Straßen- und Wegenetz, mit Ausnahme ausgewiesener Kraftfahrstraßen und seltener Strecken mit Fahrradverbot.

Kommunale Routen werden in großen Städten noch aufgeteilt in stadtweite Hauptradrouten oder Velorouten, Bezirks- oder Stadtteilrouten (Nebenrouten).
Im Gegensatz zum gesetzlich geregelten Straßennetzwerk (Bundes-, Landes- oder Staatsstraße, Kreisstraßen, Gemeindestraßen) ist die Klassifizierung des Radverkehrsnetzwerkes meist unabhängig vom Baulastträger der Straßen oder Radverkehrsanlagen. Daher können sich Straßen und Wege in ihrer Beschaffenheit unterscheiden, wenn bspw. der Baulastträger vom Bund zur Kommune wechselt, da für Radwege an Bundesstraßen der Bund zuständig ist.

### Regelwerke
Verschiedene Regelwerke der Forschungsgesellschaft für Straßen und Verkehrswesen gehen auf die Netzplanung und deren Hierarchisierung bzw. Klassifizierung ein. Die Empfehlungen für Radverkehrsanlagen (ERA) baut auf den Richtlinien für integrierte Netzgestaltung auf und gibt weitergehende Empfehlungen für die Netzgestaltung für den Radverkehr. Dabei unterscheiden beide zwischen den Kategoriengruppen AR (Außerhalb bebauter Gebiete) und IR (Innerhalb bebauter Gebiete). Diese werden weiter untergliedert und bezeichnen dann bspw. mit AR II eine überregionale Radverkehrsverbindung.
Der Planungsablauf eines Radnetzes für den zielorientierten Alltagsverkehr untergliedert sich gemäß der ERA in folgenden Prozess:
1. Vorüberlegungen (Planungsraum)
2. Netzanforderungen (Quellen und Ziele / Wunschlinien)
3. Bestandsanalyse (Bestandsnachfrage / Bestandsstrecken)
4. Netzkonzept (Umlegung auf Straßen und Wege / Netzkategorienzuweisung)
5. Handlungskonzept (Ermitteln von Mängeln / Erstellung von Maßnahmen)
6. Abwägung und Entscheidung (z. B. politische Entscheidungen)
7. Umsetzung und Wirkungskontrolle (d. h. Bauen und eventuelles Nachbessern)

Die Hinweise zum Radverkehrs außerhalb städtischer Gebiete (H RaS) gehen noch weiter auf die spezifischen Anforderungen des Radverkehrs in ländlichen Gebieten ein. Die Notwendigkeit dieses Regelwerks wird unter anderem mit
- der schlechteren Datenlage
- der Überlagerung der Netze für den Freizeit- und Alltagsverkehrs
- die größeren Reisezeiten im Alltagsverkehr

begründet. Sie geben weiter mögliche Führungen für den Radverkehr bzw. Radverkehrsanlagen, welche sich insbesondere im ländlichen Raum eignen, an.

## Fahrradwegweisung

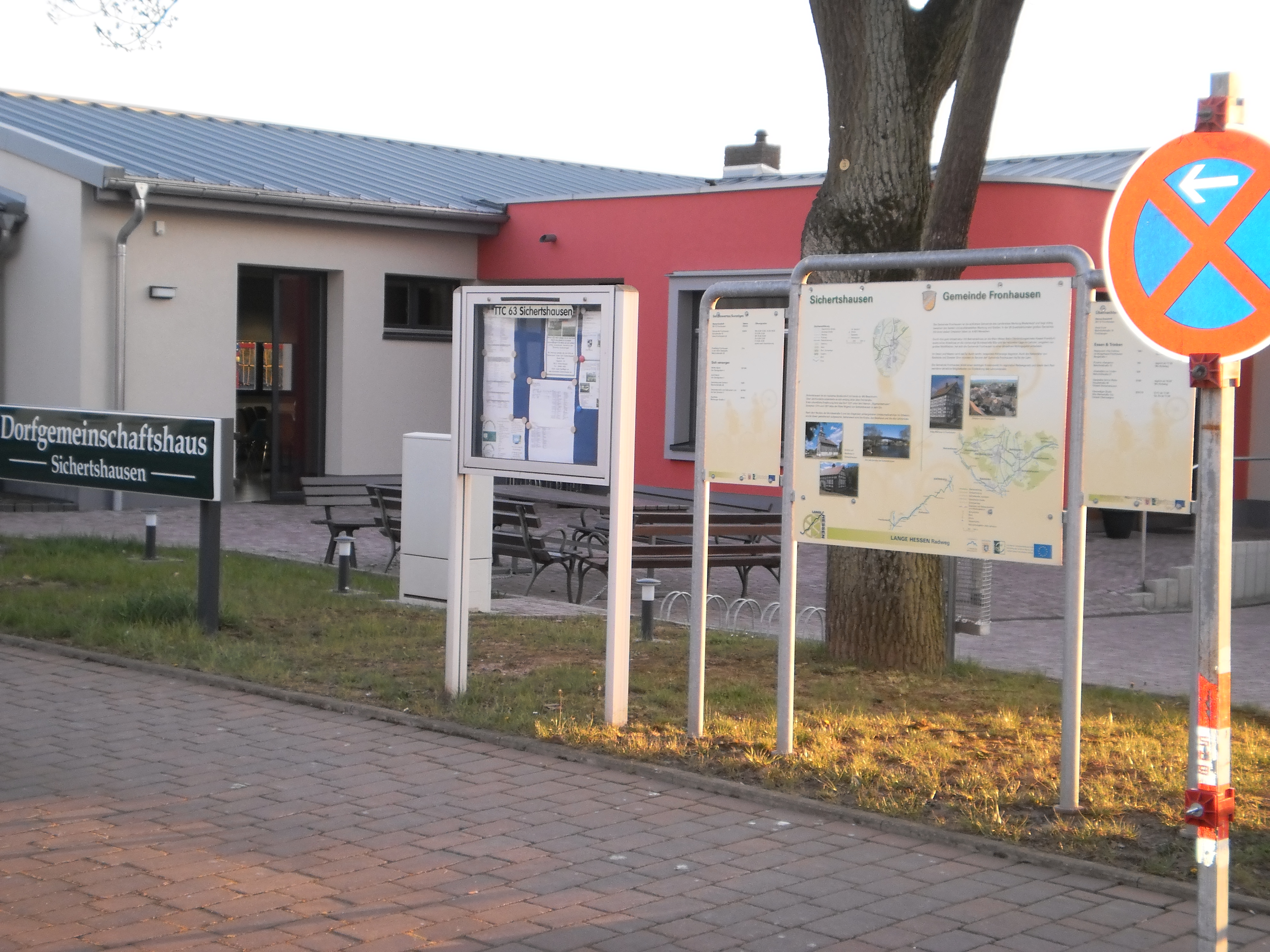
Infotafel vor einem Dorfgemeinschaftshaus an einer Abzweigung im Radwegenetz Hessen in Fronhausen.

Radverkehrsnetzwerke werden oft mit einer Fahrradwegweisung versehen. So wird z. B. das Radverkehrsnetz von Nordrhein-Westfalen flächendeckend mit speziellen Fahrradwegweisern gekennzeichnet. Unterschieden werden die Wegweiser zwischen Haupt- und Zwischenwegweiser.

### Zielorientierte Fahrradwegweisung

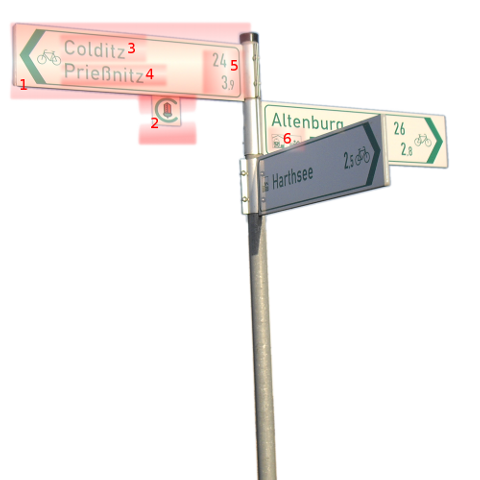
Kombination von ziel- und routenorientierter Wegweisung
(am Beispiel eines Normwegweisers im SachsenNetz Rad)

Üblicherweise ist die Wegweisung zielorientiert, das heißt auf den Hauptwegweisern sind Ziele des Radverkehrs und die Entfernungen zu diesen Zielen angegeben. Idealerweise bestehen die Zielangaben aus einer Kombination von Unter- und Hauptziel. Als Unterziel ist z. B. der nächste Ort ausgewiesen. Hauptziele sind in der Regel größere, auch überregional bekannte Städte.

### Routenorientierte Fahrradwegweisung
Eine weitere Möglichkeit ist die routenorientierte Wegweisung, mit ihr werden Radwander-Routen ausgeschildert, die sich an kulturellen, naturellen oder geografischen Themen orientieren (z. B. Froschradweg, Radroute Oberlausitzer Umgebindehäuser und Spreeradweg in der Lausitz). Sie sind durch Namen und Symbole gekennzeichnet, die in der Wegweisung und im Marketing verwendet werden.
Häufig werden zielorientierte und routenorientierte Wegweisung verbunden, zum Beispiel indem unter den Hauptwegweisern das Piktogramm der Route eingehängt wird.

### Fahrradknotenpunktsystem
Eine Sonderform der zielorientierten Wegweisung ist die knotenpunktbezogene Wegweisung.
Als Grundlage der Wegweisung werden Beginn, Ende und Kreuzungen der Abschnitte des Radverkehrsnetzes nummeriert. Die nummerierten Knotenpunkte erhalten ein Schild mit der zugehörigen Knotennummer. Zur Orientierung an und zwischen den Knotenpunkten dienen Wegweiser, auf denen die benachbarten Knotenpunktnummern ausgewiesen sind. Zudem werden an den Knotenpunkten Übersichtskarten mit dem umgrenzenden Netzwerk einschließlich der Knotenpunktnummern aufgestellt.
Nach dem Kartenstudium kann diese Form der Beschilderung die Orientierung erleichtern, da man sich zur weiteren Orientierung nur Nummern merken muss. Damit eine Orientierung auch ohne mehrfaches Kartenstudium möglich ist, werden üblicherweise auch beim Knotenpunktsystem zusätzlich Orte ausgewiesen. Auch eine Kombination mit einer Routenwegweisung ist möglich.
Das Knotenpunktsystem findet sich flächendeckend etwa in Belgien und den Niederlanden („Knooppunt“), regional in einer steigenden Anzahl deutscher Landkreise.